# 5109 Robertmiller
5109 Robertmiller è un asteroide della fascia principale. Scoperto nel 1987, presenta un'orbita caratterizzata da un semiasse maggiore pari a 2,2400513 UA e da un'eccentricità di 0,0659263, inclinata di 3,57591° rispetto all'eclittica.